# 科羅拉多河油雙鬚鯰
科羅拉多河油雙鬚鯰，為輻鰭魚綱鯰形目二鬚鯰科的其中一種，為溫帶淡水魚，分布於南美洲科羅拉多河及其支流流域，體長可達21.8公分，棲息在底層水域，生活習性不明。